# 퉁리야
퉁리야(중국어: 佟丽娅, 1984년 8월 8일 ~ )는 중국의 배우이다.
신장 위구르 자치구의 이리 카자흐 자치주의 차부차얼 시버 자치현 출신이며 중앙희극학원을 졸업하였다. 한족이지만 시버 자치현 출신으로 미스 신장이기도 하다. 시버족으로 알려져 있으나 부모가 한족이다.

## 출연작

### 영화
- 서유항마편

### 드라마
- 몽회당조
- 랑야방2: 풍기장림